# Aveiro
Aveiro é uma cidade portuguesa e capital da sub-região da Região de Aveiro, pertencendo à região do Centro e ao Distrito de Aveiro e ainda à antiga província da Beira Litoral. A cidade possui 62.653 habitantes (2021) sendo sede do Município de Aveiro que tem uma área total de 197,58 km2, 80 978 habitantes em 2021 e, por isso, uma densidade populacional de 410 hab./km2, estando subdividido em 10 freguesias. 
O município é limitado a norte pelo município da Murtosa, a nordeste por Albergaria-a-Velha, a leste por Águeda, a sul por Oliveira do Bairro, a sudoeste por Vagos e por Ílhavo e a oeste com o Oceano Atlântico,
A cidade é um importante centro urbano, portuário, ferroviário, universitário e turístico. Fica situada a cerca de 63 km a noroeste de Coimbra, de 70 km a sul do Porto, e a 255 km de Lisboa.

## Etimologia
O topónimo Aveiro vem do topónimo latino medieval Averius, que por sua vez veio do étimo céltico aber (embocadura do rio).

## História
Fruto da crise dinástica de 1383–1385, deu-se em Aveiro uma escaramuça entre tropas castelhanas e cavaleiros portugueses da Ordem de Cristo. Junto do que é hoje a vila de Eixo, 120 cavaleiros comandados por João Cabral vieram ao encontro de uma pequena expedição conjunta de tropas castelhanas contando com um total de 250 soldados. Cerca de 210 peões e uma mistura de 40 cavaleiros e besteiros que incluía o galego Juan de Batista. Ao final da manhã de 17 de outubro de 1384 deu-se a escaramuça que resultou numa vitória decisiva portuguesa. O padre da paróquia no final do dia fez o sumário da batalha e, embora provavelmente um número exagerado, é dito que morreram 46 castelhanos e apenas 7 portugueses. No final do dia o que restava das tropas castelhanas bateram em retirada refugiando-se junto do que é hoje Vilar Formoso para mais tarde se juntarem ao exército de Juan I de Castela.
Em finais do século XVI e princípios do século XVII, a instabilidade da vital comunicação entre a Ria e o mar levou ao fecho do canal, impedindo a utilização do porto (veja porto de Aveiro) e criando condições de insalubridade, provocadas pela estagnação das águas da lagoa, causas estas que provocaram uma grande diminuição do número de habitantes muitos dos quais emigraram, criando póvoas piscatórias ao longo da costa portuguesa e, consequentemente, estiveram na base de uma grande crise económica e social. Foi, porém e curiosamente, nesta fase de recessão que se construiu, em plena domínio filipino, um dos mais notáveis templos aveirenses: a Igreja da Misericórdia.
Em 1759, por Alvará Real de 11 de abril, D. José I elevou Aveiro a cidade, poucos meses depois de ter condenado por traição, ao cadafalso, o seu último duque, título criado, em 1547, por D. João III.
Foi feita Oficial da Ordem Militar da Torre e Espada, do Valor, Lealdade e Mérito a 29 de março de 1919 e Membro-Honorário da Ordem da Liberdade a 23 de março de 1998. Aveiro foi um dos principais portos envolvidos na pesca do bacalhau durante o período ditatorial.

## Geografia
É um município territorialmente descontínuo, visto que compreende algumas ilhas fluviais na Ria de Aveiro e uma porção da península costeira (freguesia de São Jacinto) com quase 25 km de extensão que fecha a ria a ocidente. O município tem limites terrestres e aquáticos através da Ria com Ílhavo e Murtosa. Faz ainda fronteira com Albergaria-a-Velha, Oliveira do Bairro, Vagos e Águeda.

## Freguesias

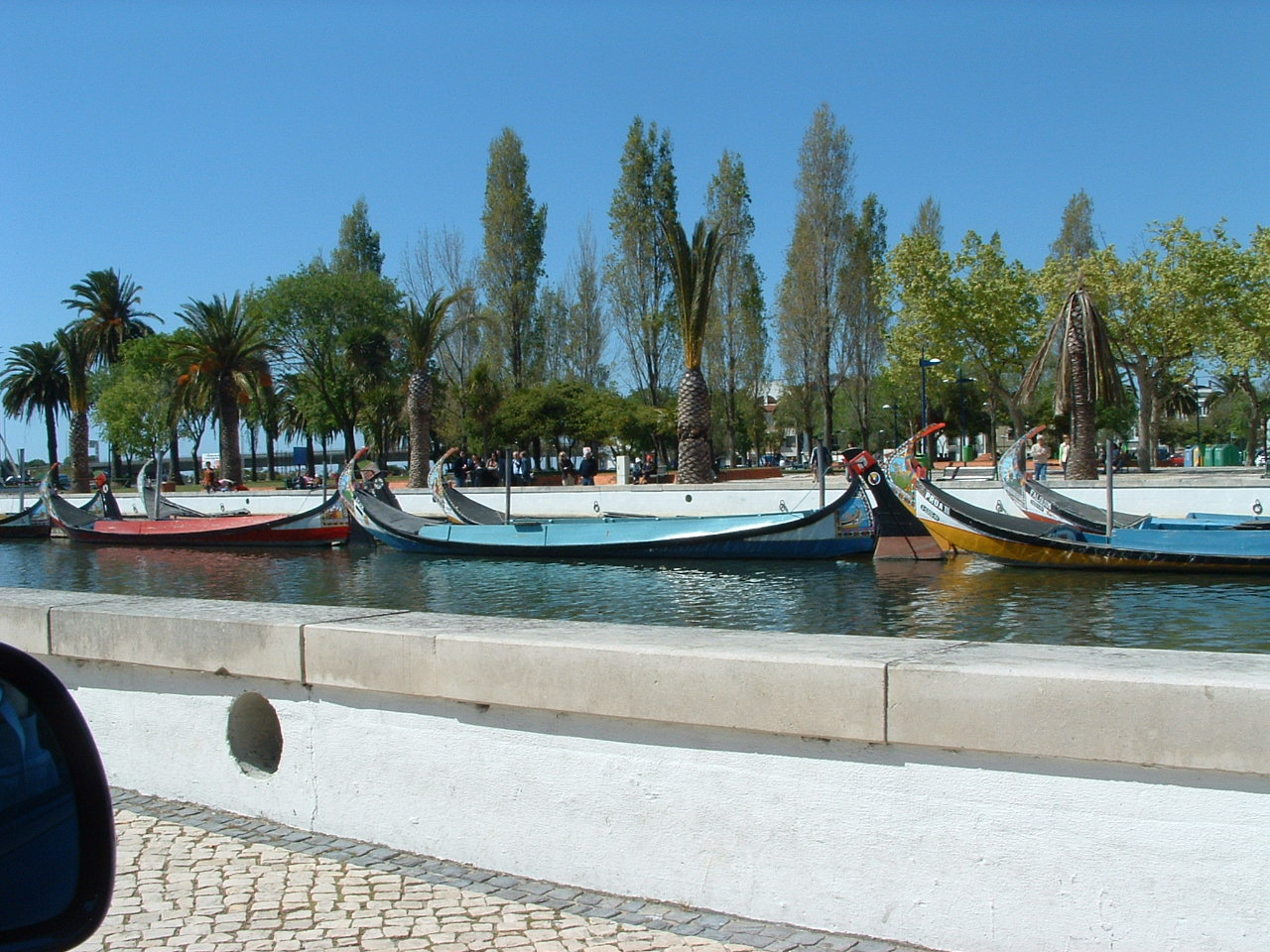
Barcos Moliceiros, Aveiro

O município de Aveiro está dividido em 10 freguesias:
- Aradas (urbana)
- Cacia
- Eixo e Eirol
- Esgueira (urbana)
- Glória e Vera Cruz (sede)
- Oliveirinha

Freguesias do município de Aveiro.

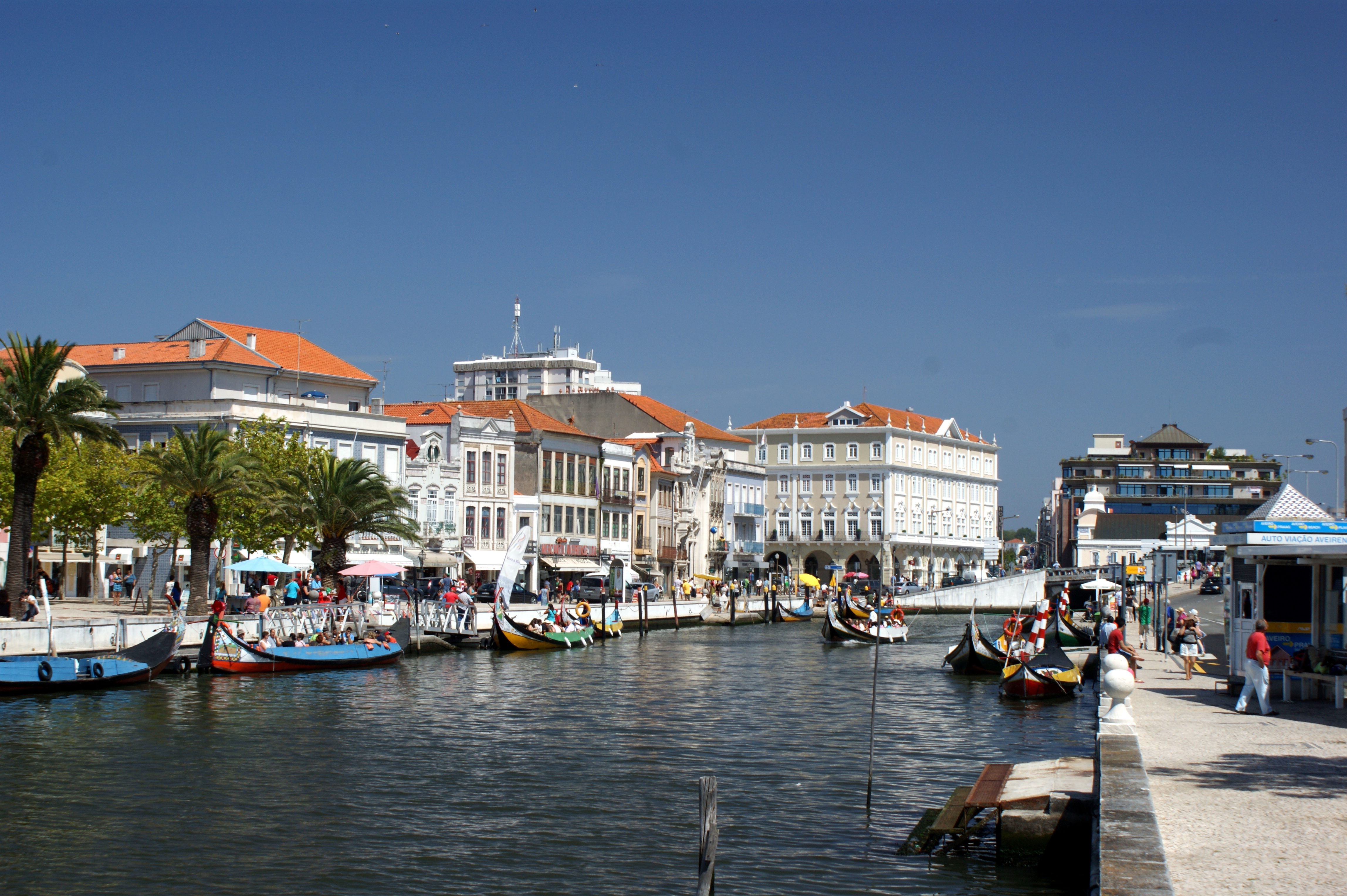
Aveiro

- Requeixo, Nossa Senhora de Fátima e Nariz
- Santa Joana (urbana)
- São Bernardo (urbana)
- São Jacinto

## Turismo

### Património

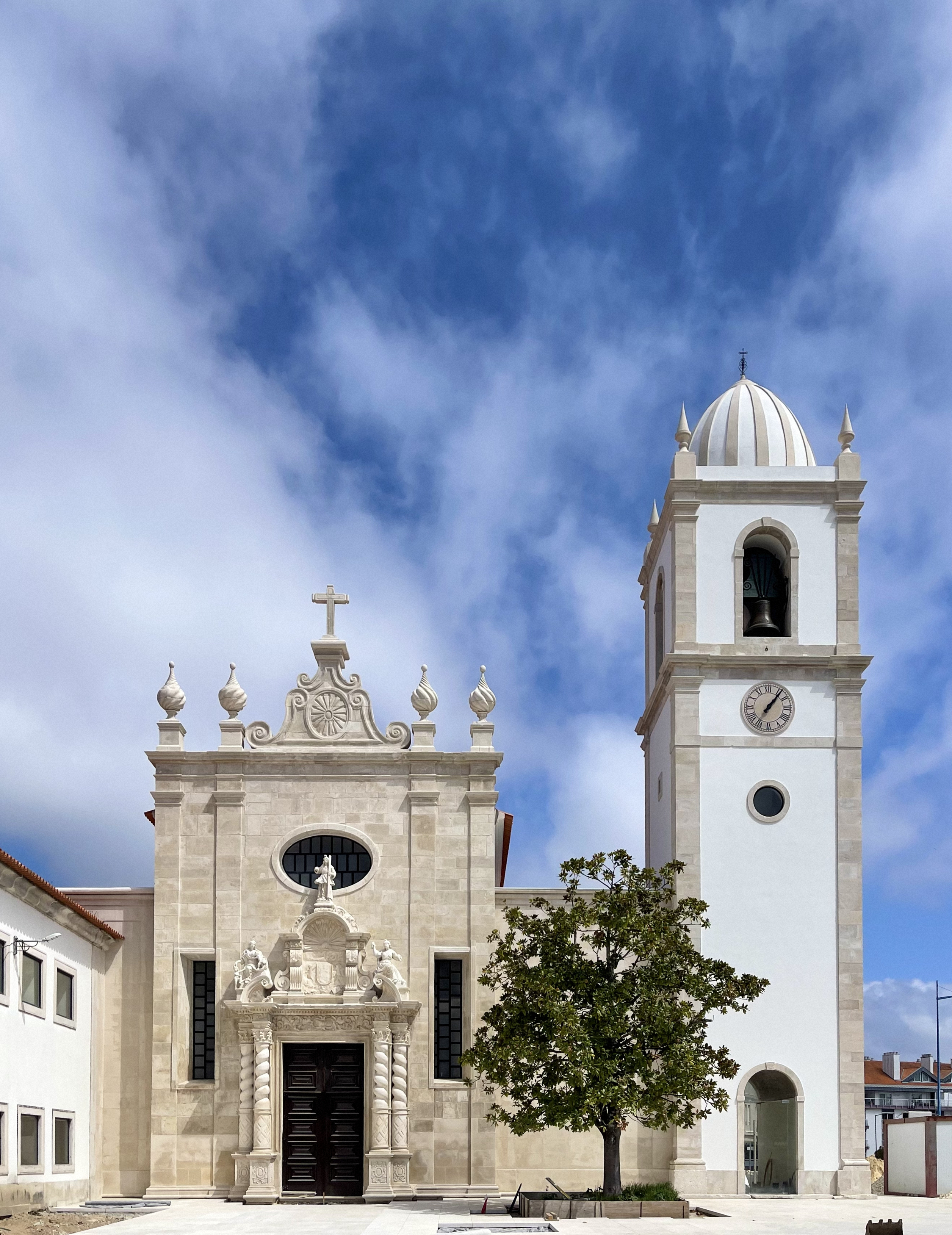
Catedral de Aveiro em 2024

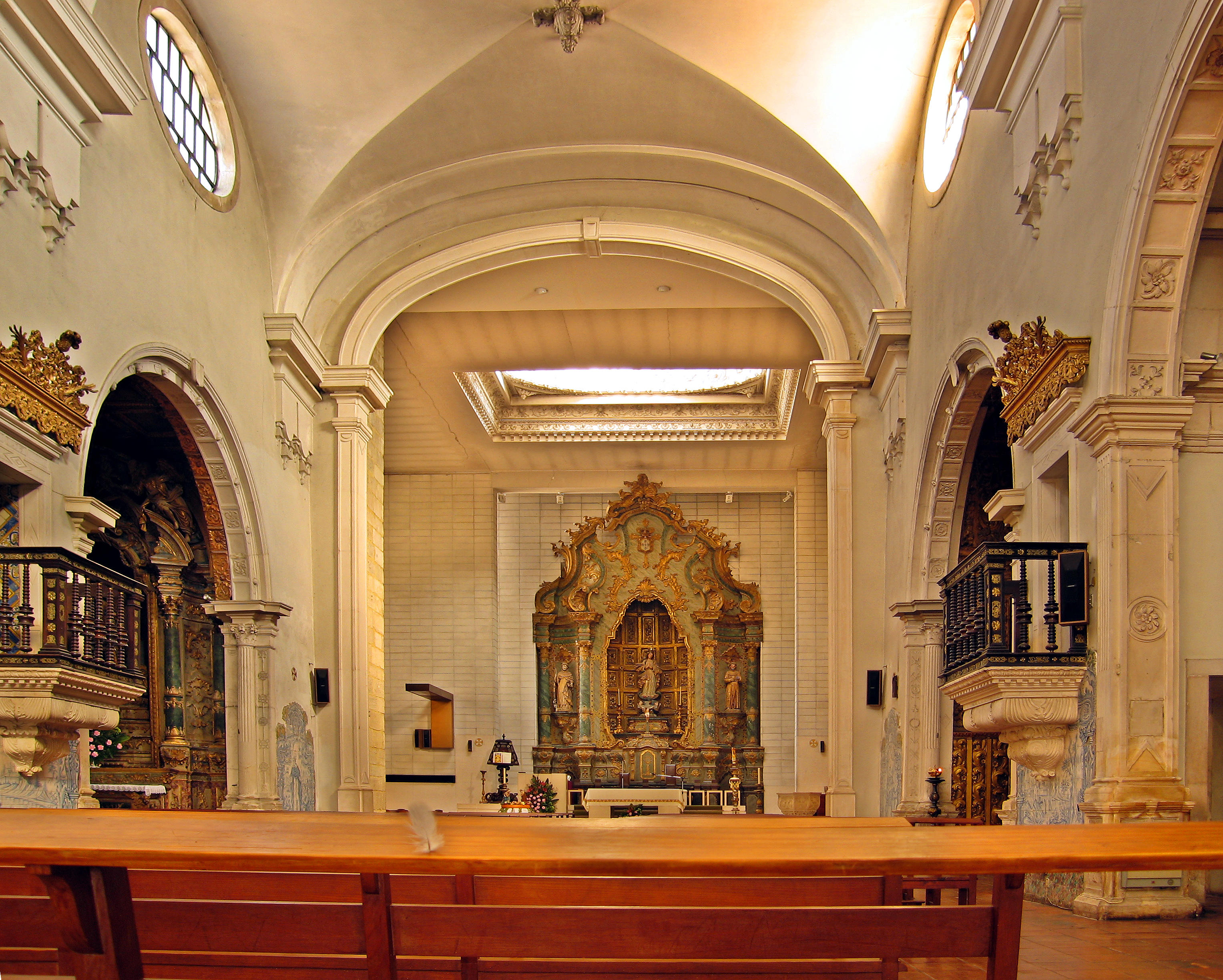
Interior da Catedral de Aveiro

- Mosteiro de Jesus, que acolhe o Museu de Santa Joana
- Igreja dos Carmelitas
- Edifício da Câmara Municipal de Aveiro
- Estátua a José Estêvão
- Estátua a D. João Evangelista de Lima Vidal
- Estátua a Santa Joana
- Praça do Peixe
- Jardim Infante D. Pedro e Coreto
- Casa de Santa Zita com fachada decorada de azulejos
- Edifício Arte Nova dos Bombeiros
- Igreja da Vera Cruz
- Igreja dos Carmelitas
- Casa Arte Nova do Hotel As Américas
- Sé Catedral de Aveiro e Cruzeiro de S. Domingos século XV
- Igreja da Misericórdia
- Capela do Senhor das Barrocas
- Igreja do Convento do Carmo
- Pelourinho de Esgueira
- Quinta da Condessa de Taboeira (1683), actualmente abandonada e em ruínas
- Capela de São Gonçalinho
- Capela da Sra. da Alegria
- Teatro Aveirense
- Casa do Major Pessoa
- Casa em que Eça de Queirós morou em Aveiro
- Taberna frequentada por Eça de Queirós
- Estação de comboios (painéis de azulejos)
- Casa em estilo Arte Nova, na Rua Eça de Queirós
- Casa onde se alojou D. Manuel II, na sua visita em 1908, na Rua do Carmo
- Casa onde nasceu Fernando Pessa, na Rua do Carmo
- Sede da Fundação Engº António Pascoal, na Av. Dr. Lourenço Peixinho
- Jazigo de José Estêvão de Magalhães, no Cemitério Central
- Casa datada de 1616, na esquina da Rua Direita
- Casa do Arquitecto Francisco Augusto da Silva Rocha, em estilo Arte Nova (1904), na Rua do Carmo, nº 12
- Casa em estilo Arte Nova (1911), na Rua Alm. Cândido dos Reis, nº 146
- Casa do Dr. Lourenço Peixinho em Estilo Arte Nova (1906–1911), actualmente Fundação João Jacinto de Magalhães, na Rua José Rabumba, nº 56
- Casa em estilo Arte Nova, na Rua João Mendonça, nsº 5–7
- Casa com influência Arte Nova, na esquina da Rua Direita com a Praça General Humberto Delgado (pontes), ex-Sapataria Miguéis
- Antiga Fábrica Jeronymo Pereira Campos
- Galeria Morgados da Predicosa, Av. de Santa Joana, junto ao Museu
- Casa dos Morgados de Vilarinho / Couceiro da Costa, Rua do Gravito, nº 32
- Casa dos Christos, na Rua Direita, frente ao Hotel Imperial
- Palacete em estilo Arte Nova (1914), mandado construir por Francisco de Oliveira Simões, em Salreu

## Política

### Eleições autárquicas[9]
| Data | %       | V       | %     | V     | %       | V       | %             | V             | %          | V          | %              | V         | %              | V   | %              | V       | %    | V   | %        | V        | %              | V   | %              | V | %              | V   | %   | V   | %  | V  | %  | V  | %  | V  | Participação |                |
| Data | CDS–PP  | CDS–PP  | PS    | PS    | PPD/PSD | PPD/PSD | FEPU/APU/ CDU | FEPU/APU/ CDU | PCTP/ MRPP | PCTP/ MRPP | PCP (m-l)      | PCP (m-l) | PRD            | PRD | UDP/ BE        | UDP/ BE | PSN  | PSN | PSD–CDS  | PSD–CDS  | GCE            | GCE | E              | E | PPM            | PPM | PAN | PAN | CH | CH | IL | IL | NC | NC | Participação |                |
| ---- | ------- | ------- | ----- | ----- | ------- | ------- | ------------- | ------------- | ---------- | ---------- | -------------- | --------- | -------------- | --- | -------------- | ------- | ---- | --- | -------- | -------- | -------------- | --- | -------------- | - | -------------- | --- | --- | --- | -- | -- | -- | -- | -- | -- | ------------ | -------------- |
| Data | 1976    | 37,52   | 3     | 24,86 | 2       | 24,22   | 2             | 7,36          | –          | 1,37       | –              | 0,76      | –              |     |                |         |      |     |          |          |                |     |                |   |                |     |     |     |    |    |    |    |    |    |              | 68,18 / 100,00 |
| 1979 | 65,17   | 5       | 11,51 | 1     | 12,15   | 1       | 7,44          | –             | 0,82       | –          |                |           | 72,65 / 100,00 |     |                |         |      |     |          |          |                |     |                |   |                |     |     |     |    |    |    |    |    |    |              |                |
| 1982 | 52,26   | 4       | 22,89 | 2     | 15,35   | 1       | 5,65          | –             |            |            | 69,15 / 100,00 |           |                |     |                |         |      |     |          |          |                |     |                |   |                |     |     |     |    |    |    |    |    |    |              |                |
| 1985 | 52,43   | 5       | 14,66 | 1     | 20,22   | 1       | 6,98          | –             | 2,64       | –          | 0,41           | –         | 63,45 / 100,00 |     |                |         |      |     |          |          |                |     |                |   |                |     |     |     |    |    |    |    |    |    |              |                |
| 1989 | 48,44   | 5       | 18,66 | 2     | 24,37   | 2       | 4,98          | –             |            |            | 0,48           | –         | 57,49 / 100,00 |     |                |         |      |     |          |          |                |     |                |   |                |     |     |     |    |    |    |    |    |    |              |                |
| 1993 | 44,40   | 5       | 21,59 | 2     | 23,67   | 2       | 4,70          | –             | 0,75       | –          | 1,09           | –         | 58,17 / 100,00 |     |                |         |      |     |          |          |                |     |                |   |                |     |     |     |    |    |    |    |    |    |              |                |
| 1997 | 26,53   | 2       | 38,70 | 4     | 28,13   | 3       | 2,11          | –             | 0,43       | –          | 0,44           | –         |                |     | 58,21 / 100,00 |         |      |     |          |          |                |     |                |   |                |     |     |     |    |    |    |    |    |    |              |                |
| 2001 | 15,44   | 1       | 50,58 | 5     | 26,71   | 3       | 3,47          | –             |            |            |                |           | 55,61 / 100,00 |     |                |         |      |     |          |          |                |     |                |   |                |     |     |     |    |    |    |    |    |    |              |                |
| 2005 | PPD/PSD | PPD/PSD | 39,34 | 4     | CDS–PP  | CDS–PP  | 4,40          | –             | 3,53       | –          | 47,52          | 5         | 56,71 / 100,00 |     |                |         |      |     |          |          |                |     |                |   |                |     |     |     |    |    |    |    |    |    |              |                |
| 2009 | PPD/PSD | PPD/PSD | 33,12 | 3     | CDS–PP  | CDS–PP  | 3,66          | –             | 5,07       | –          | 53,79          | 6         | 53,08 / 100,00 |     |                |         |      |     |          |          |                |     |                |   |                |     |     |     |    |    |    |    |    |    |              |                |
| 2013 | PPD/PSD | PPD/PSD | 24,39 | 3     | CDS–PP  | CDS–PP  | 3,67          | –             | 0,68       | –          | 3,98           | –         | 48,63          | 5   | 10,14          | 1       | 0,36 | –   | PSD/ CDS | PSD/ CDS | 48,95 / 100,00 |     |                |   |                |     |     |     |    |    |    |    |    |    |              |                |
| 2017 | PPD/PSD | PPD/PSD | 30,97 | 3     | CDS–PP  | CDS–PP  | 4,04          | –             |            |            | 6,81           | –         | 48,52          | 6   |                |         |      |     | PSD/ CDS | PSD/ CDS | 3,29           | –   | 49,09 / 100,00 |   |                |     |     |     |    |    |    |    |    |    |              |                |
| 2021 | PPD/PSD | PPD/PSD | 26,00 | 3     | CDS–PP  | CDS–PP  | 3,34          | –             | 0,27       | –          | 6,40           | –         | 51,26          | 6   | PS             | PS      | 4,04 | –   | PSD/ CDS | PSD/ CDS | 2,31           | –   | 1,05           | – | 48,53 / 100,00 |     |     |     |    |    |    |    |    |    |              |                |

### Eleições legislativas
| Data | %     | %     | %     | %    | %     | %     | %        | %     | %    | %    | %     | %   | %       | % | %  | %  |
| Data | PSD   | CDS   | PS    | PCP  | UDP   | AD    | APU/ CDU | FRS   | PRD  | PSN  | B.E.  | PAN | PSD CDS | L | IL | CH |
| ---- | ----- | ----- | ----- | ---- | ----- | ----- | -------- | ----- | ---- | ---- | ----- | --- | ------- | - | -- | -- |
| 1976 | 29,72 | 29,13 | 29,11 | 4,36 | 0,94  |       |          |       |      |      |       |     |         |   |    |    |
| 1979 | AD    | AD    | 24,22 | APU  | 1,08  | 60,84 | 8,33     |       |      |      |       |     |         |   |    |    |
| 1980 | AD    | AD    | FRS   | APU  | 0,66  | 62,55 | 7,28     | 23,85 |      |      |       |     |         |   |    |    |
| 1983 | 28,69 | 25,49 | 33,41 | APU  | 0,51  |       | 7,50     |       |      |      |       |     |         |   |    |    |
| 1985 | 35,73 | 18,78 | 19,97 | APU  | 0,90  | 6,89  | 13,39    |       |      |      |       |     |         |   |    |    |
| 1987 | 61,72 | 6,94  | 19,81 | CDU  | 0,31  | 4,72  | 2,47     |       |      |      |       |     |         |   |    |    |
| 1991 | 57,94 | 8,99  | 24,54 | CDU  |       | 3,18  | 0,29     | 1,54  |      |      |       |     |         |   |    |    |
| 1995 | 38,73 | 17,03 | 37,56 | CDU  | 0,26  | 3,19  |          | 0,19  |      |      |       |     |         |   |    |    |
| 1999 | 35,28 | 17,80 | 37,03 | CDU  |       | 3,76  | 0,15     | 2,71  |      |      |       |     |         |   |    |    |
| 2002 | 43,91 | 15,89 | 31,88 | CDU  | 2,56  |       | 2,72     |       |      |      |       |     |         |   |    |    |
| 2005 | 33,41 | 13,65 | 37,42 | CDU  | 3,64  | 6,70  |          |       |      |      |       |     |         |   |    |    |
| 2009 | 33,37 | 16,12 | 29,01 | CDU  | 4,03  | 11,10 |          |       |      |      |       |     |         |   |    |    |
| 2011 | 43,33 | 17,02 | 20,45 | CDU  | 4,37  | 6,08  | 1,23     |       |      |      |       |     |         |   |    |    |
| 2015 | CDS   | PSD   | 26,88 | CDU  | 4,77  | 11,64 | 1,36     | 45,41 | 0,93 |      |       |     |         |   |    |    |
| 2019 | 31,23 | 5,92  | 31,01 | CDU  | 3,57  | 12,46 | 3,82     |       | 1,25 | 1,30 | 1,10  |     |         |   |    |    |
| 2022 | 33,64 | 2,40  | 36,26 | CDU  | 2,08  | 6,03  | 1,78     | 1,41  | 6,33 | 6,52 |       |     |         |   |    |    |
| 2024 | AD    | AD    | 25,19 | CDU  | 34,94 | 1,47  | 5,17     | 1,97  | 3,70 | 6,44 | 16,32 |     |         |   |    |    |

## Evolução da População do Município
| Número de habitantes | Número de habitantes | Número de habitantes | Número de habitantes | Número de habitantes | Número de habitantes | Número de habitantes | Número de habitantes | Número de habitantes | Número de habitantes | Número de habitantes | Número de habitantes | Número de habitantes | Número de habitantes | Número de habitantes | Número de habitantes |
| -------------------- | -------------------- | -------------------- | -------------------- | -------------------- | -------------------- | -------------------- | -------------------- | -------------------- | -------------------- | -------------------- | -------------------- | -------------------- | -------------------- | -------------------- | -------------------- |
| 1864                 | 1878                 | 1890                 | 1900                 | 1911                 | 1920                 | 1930                 | 1940                 | 1950                 | 1960                 | 1970                 | 1981                 | 1991                 | 2001                 | 2011                 | 2021                 |
| 19 296               | 20 332               | 22 719               | 24 919               | 27 802               | 27 521               | 31 644               | 35 303               | 40 187               | 46 055               | 49 808               | 60 284               | 66 444               | 73 335               | 78 450               | 80 954               |

(Número de habitantes que tinham a residência oficial neste município à data em que os censos se realizaram.)
No censo de 1864 a freguesia de Nariz fazia ainda parte do concelho de Oliveira do Bairro, só passando para o de Aveiro por decreto de 04/12/1872
Por decreto de 13/01/1898 a freguesia de Ílhavo (São Salvador), deste concelho, passou a constituir o concelho de Ílhavo
| Número de habitantes por Grupo Etário | Número de habitantes por Grupo Etário | Número de habitantes por Grupo Etário | Número de habitantes por Grupo Etário | Número de habitantes por Grupo Etário | Número de habitantes por Grupo Etário | Número de habitantes por Grupo Etário | Número de habitantes por Grupo Etário | Número de habitantes por Grupo Etário | Número de habitantes por Grupo Etário | Número de habitantes por Grupo Etário | Número de habitantes por Grupo Etário | Número de habitantes por Grupo Etário | Número de habitantes por Grupo Etário |
| ------------------------------------- | ------------------------------------- | ------------------------------------- | ------------------------------------- | ------------------------------------- | ------------------------------------- | ------------------------------------- | ------------------------------------- | ------------------------------------- | ------------------------------------- | ------------------------------------- | ------------------------------------- | ------------------------------------- | ------------------------------------- |
|                                       | 1900                                  | 1911                                  | 1920                                  | 1930                                  | 1940                                  | 1950                                  | 1960                                  | 1970                                  | 1981                                  | 1991                                  | 2001                                  | 2011                                  | 2021                                  |
| 0-14 Anos                             | 7 899                                 | 9 260                                 | 8 598                                 | 9 346                                 | 10 216                                | 10 938                                | 13 840                                | 14 830                                | 15 389                                | 13 491                                | 11 899                                | 11 431                                | 10 491                                |
| 15-24 Anos                            | 4 671                                 | 5 097                                 | 5 074                                 | 6 239                                 | 6 948                                 | 7 703                                 | 7 220                                 | 7 665                                 | 10 617                                | 10 992                                | 10 588                                | 8 551                                 | 8 409                                 |
| 25-64 Anos                            | 10 392                                | 11 464                                | 11 304                                | 13 068                                | 15 599                                | 18 038                                | 21 471                                | 22 215                                | 28 334                                | 34 421                                | 40 267                                | 45 202                                | 45 042                                |
| = ou > 65 Anos                        | 1 777                                 | 2 175                                 | 2 066                                 | 2 294                                 | 2 775                                 | 3 186                                 | 3 524                                 | 4 295                                 | 5 944                                 | 7 540                                 | 10 581                                | 13 266                                | 17 012                                |

(Obs: De 1900 a 1950 os dados referem-se à população presente no município à data em que eles se realizaram Daí que se registem algumas diferenças relativamente à designada população residente)

## Clima
Aveiro possui um clima mediterrânico do tipo Csb, ou seja, com verões amenos. Dias com mais de 30 ºC são muito raros, não chegando a 10 por ano em média, mas os verões são secos. Os invernos são amenos e chuvosos, sendo que dias abaixo de 0 ºC ocorrem ainda mais raramente, cerca de 2 por ano. Isto deve-se em parte ao efeito que a Ria de Aveiro tem no moderar das temperaturas.
| Dados climatológicos para Aveiro                                    | Dados climatológicos para Aveiro | Dados climatológicos para Aveiro | Dados climatológicos para Aveiro | Dados climatológicos para Aveiro | Dados climatológicos para Aveiro | Dados climatológicos para Aveiro | Dados climatológicos para Aveiro | Dados climatológicos para Aveiro | Dados climatológicos para Aveiro | Dados climatológicos para Aveiro | Dados climatológicos para Aveiro | Dados climatológicos para Aveiro | Dados climatológicos para Aveiro |
| Mês                                                                 | Jan                              | Fev                              | Mar                              | Abr                              | Mai                              | Jun                              | Jul                              | Ago                              | Set                              | Out                              | Nov                              | Dez                              | Ano                              |
| ------------------------------------------------------------------- | -------------------------------- | -------------------------------- | -------------------------------- | -------------------------------- | -------------------------------- | -------------------------------- | -------------------------------- | -------------------------------- | -------------------------------- | -------------------------------- | -------------------------------- | -------------------------------- | -------------------------------- |
| Temperatura máxima média (°C)                                       | 14,4                             | 15,4                             | 17,6                             | 18                               | 19,9                             | 22,7                             | 24,2                             | 24,4                             | 23,6                             | 20,9                             | 17,5                             | 15,2                             | 19,5                             |
| Temperatura média (°C)                                              | 10,2                             | 11,3                             | 13,2                             | 14                               | 16,1                             | 18,7                             | 20,1                             | 20,2                             | 19,3                             | 16,7                             | 13,7                             | 11,5                             | 15,4                             |
| Temperatura mínima média (°C)                                       | 5,9                              | 7,3                              | 8,9                              | 10,1                             | 12,3                             | 14,8                             | 16                               | 16,1                             | 15                               | 12,5                             | 9,9                              | 7,9                              | 11,4                             |
| Precipitação (mm)                                                   | 111,2                            | 85,5                             | 46,4                             | 89,6                             | 89,3                             | 27,6                             | 11,8                             | 17,8                             | 56,1                             | 110,3                            | 129,2                            | 131,9                            | 906,7                            |
| Fonte: Instituto Português do Mar e da Atmosfera 13 de maio de 2020 |                                  |                                  |                                  |                                  |                                  |                                  |                                  |                                  |                                  |                                  |                                  |                                  |                                  |

## Cultura
- Museu Arte Nova, na Rua Dr. Barbosa de Magalhães n.º10
- Museu de Santa Joana, na Av. Santa Joana, 3810–329 Aveiro
- Museu da cidade, na Rua João Mendonça 9–11, 3800–200 Aveiro
- Museu da Universidade de Aveiro

## Transportes

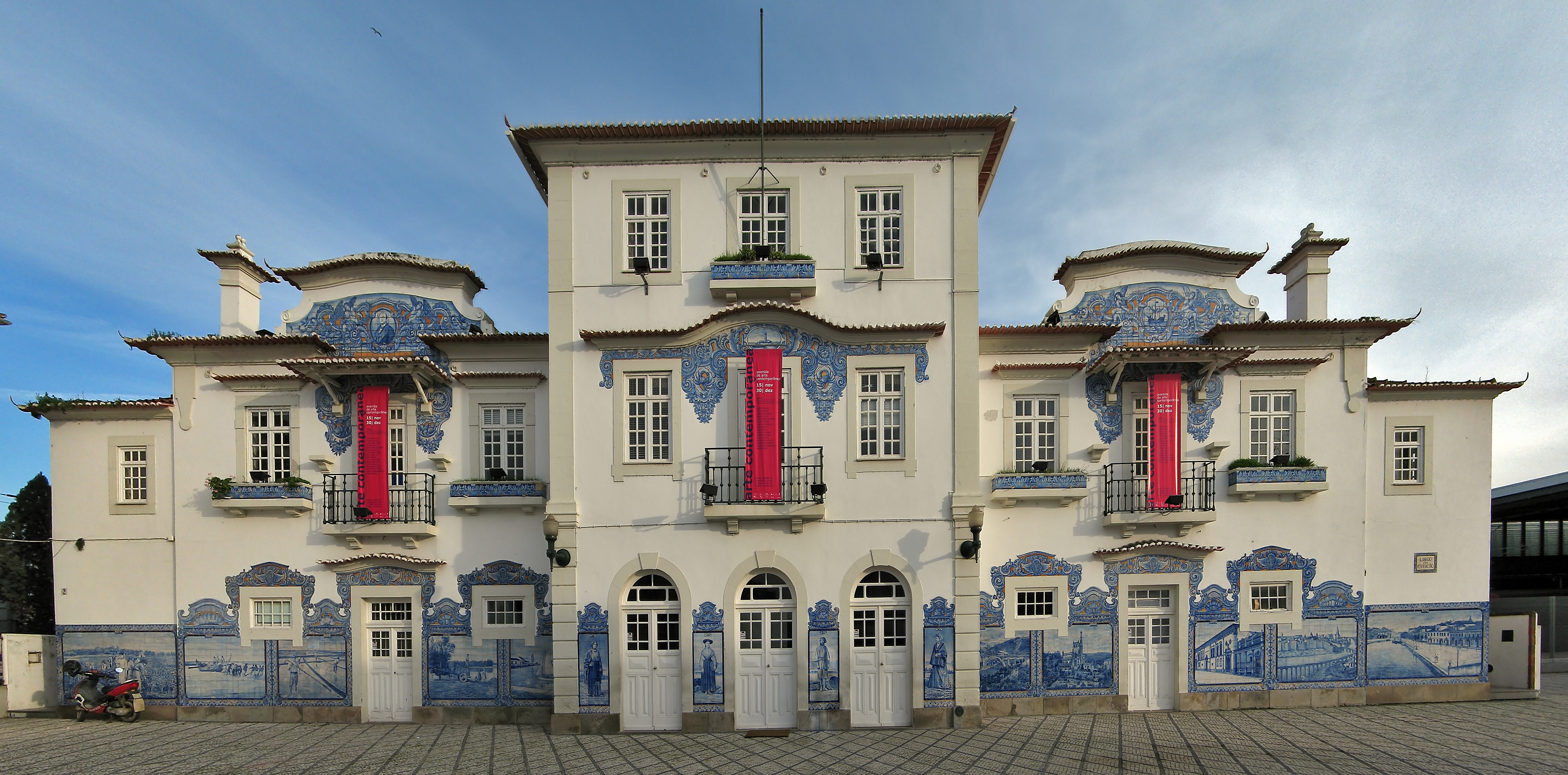
Estação de comboio, Aveiro

A Estação Ferroviária de Aveiro é o ponto focal na Linha do Norte, a uma hora do Porto e a duas horas de Lisboa. Com comboios pendulares Alfa Pendular, Intercidades (rápidos) e urbanos/suburbanos e automotoras na linha do Vouga.
A cidade está também servida por várias estradas/autoestradas e ainda um porto: o Porto de Aveiro.
 Existe um serviço municipal de transportes públicos coletivos rodoviários. Em 2014, um autarca do Barreiro considerou que este é um tipo de «serviço público raro, apenas existente em cinco concelhos no país»
Numa iniciativa pioneira em Portugal, pode-se ainda circular com as bicicletas BUGA (Bicicleta de Utilização Gratuita de Aveiro). Este serviço, originalmente gratuito, passou em 2023 a ser pago.

## Educação

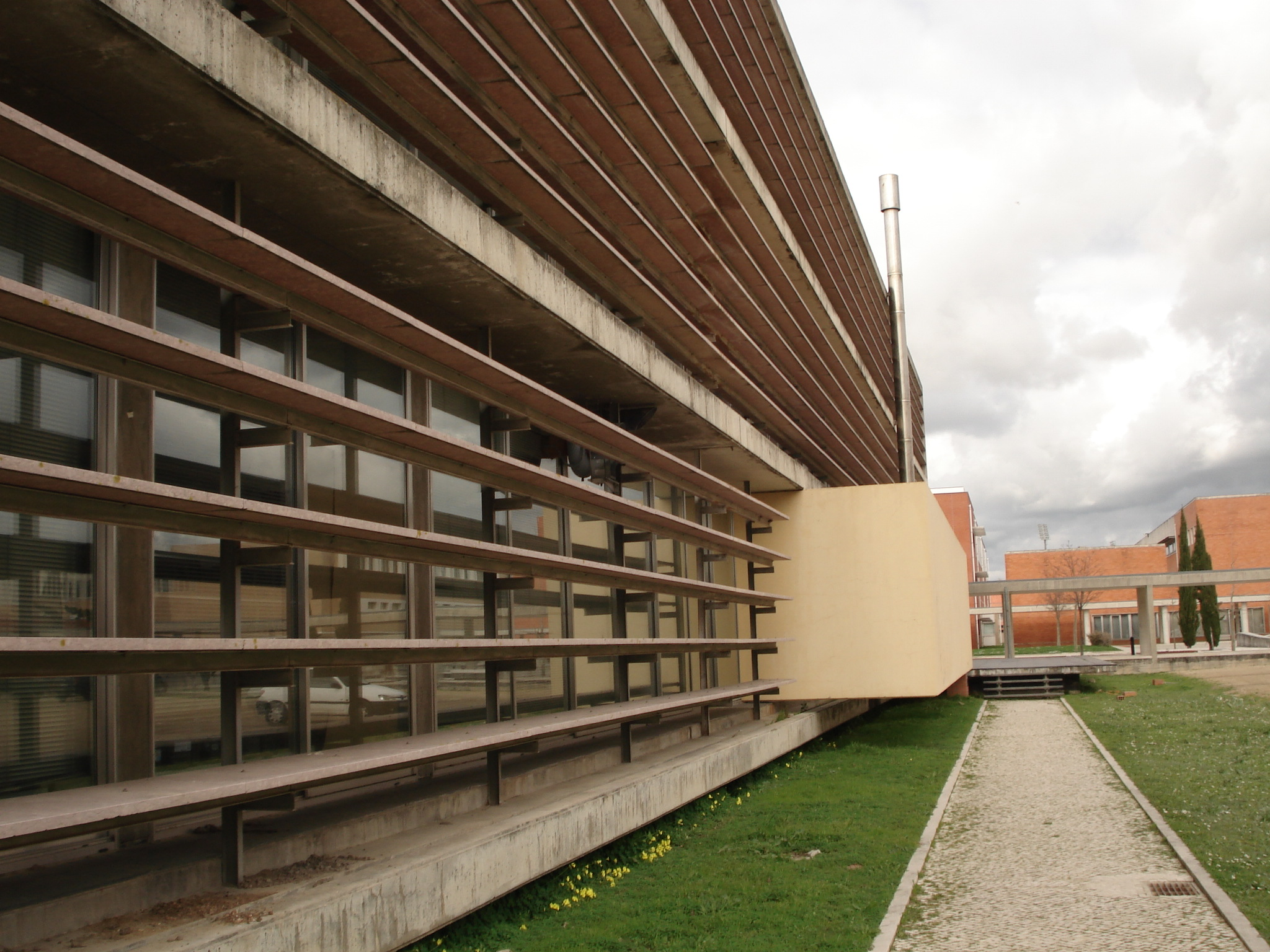
Universidade de Aveiro

### Ensino Básico
- Escola Básica 2º e 3º Ciclos João Afonso
- Escola Básica 2º e 3º Ciclos de Aradas
- Escola Básica 2º e 3º Ciclos de S. Bernardo
- Escola Básica 2º e 3º Ciclos Castro Matoso
- Escola Básica 2º e 3º Ciclos de Cacia
- Escola Básica Integrada de Eixo
- Escola Artística do Conservatório de Música Calouste Gulbenkian, Aveiro
- Colégio D. José I
- Colégio Português

### Ensino Secundário
- Escola Secundária José Estêvão
- Escola Secundária Homem Cristo
- Escola Secundária Dr. Mário Sacramento
- Escola Básica e Secundária Dr. Jaime Magalhães Lima
- Escola Artística do Conservatório de Música Calouste Gulbenkian, Aveiro

### Ensino Superior
- Universidade de Aveiro
- ISCAA — Instituto Superior de Contabilidade e Administração de Aveiro
- ISCIA — Instituto Superior de Ciências da Informação e da Administração

### Ensino Profissional
- Escola Profissional de Aveiro
- AEVA — Associação para a Educação e Valorização da região de Aveiro
- EFTA — Escola de Formação Profissional de Aveiro

### Outros
- MUSA — Escola de Música e Artes de Aveiro
- Oficina de Música de Aveiro
- Escola de jazz Riff
- Fábrica — Centro Ciência Viva de Aveiro
- Le Persil Noir — Grupo Artístico
- Lugar dos Afetos — O Lugar dos Afetos, obra de Graça Gonçalves (escritora e médica), para além de ter no alicerce a mensagem dos seus livros, Jogos de Afetos e da Coleção Afetos, dá continuidade à Rede de Afetos que começou nas sua obras e, hoje em dia, tem cada vez mais expressão, e adesão, a nível nacional e internacional. O Lugar dos Afetos, profundamente inovador, foi pensado e construído de modo a comportar várias casas temáticas, caminhos, jardins e recantos únicos. Graça Gonçalves, a autora de todo o projeto, concebeu até os mais pequenos pormenores da arquitetura exterior e interior. Coerentemente, o mais ínfimo pormenor tem significado.

## Associações patronais e sindicais
- ACA — Associação Comercial do Distrito de Aveiro
- SINTICAVS — Sindicato Nacional de Cerâmica

## Desporto

### Clubes
- Alavarium Andebol Clube de Aveiro

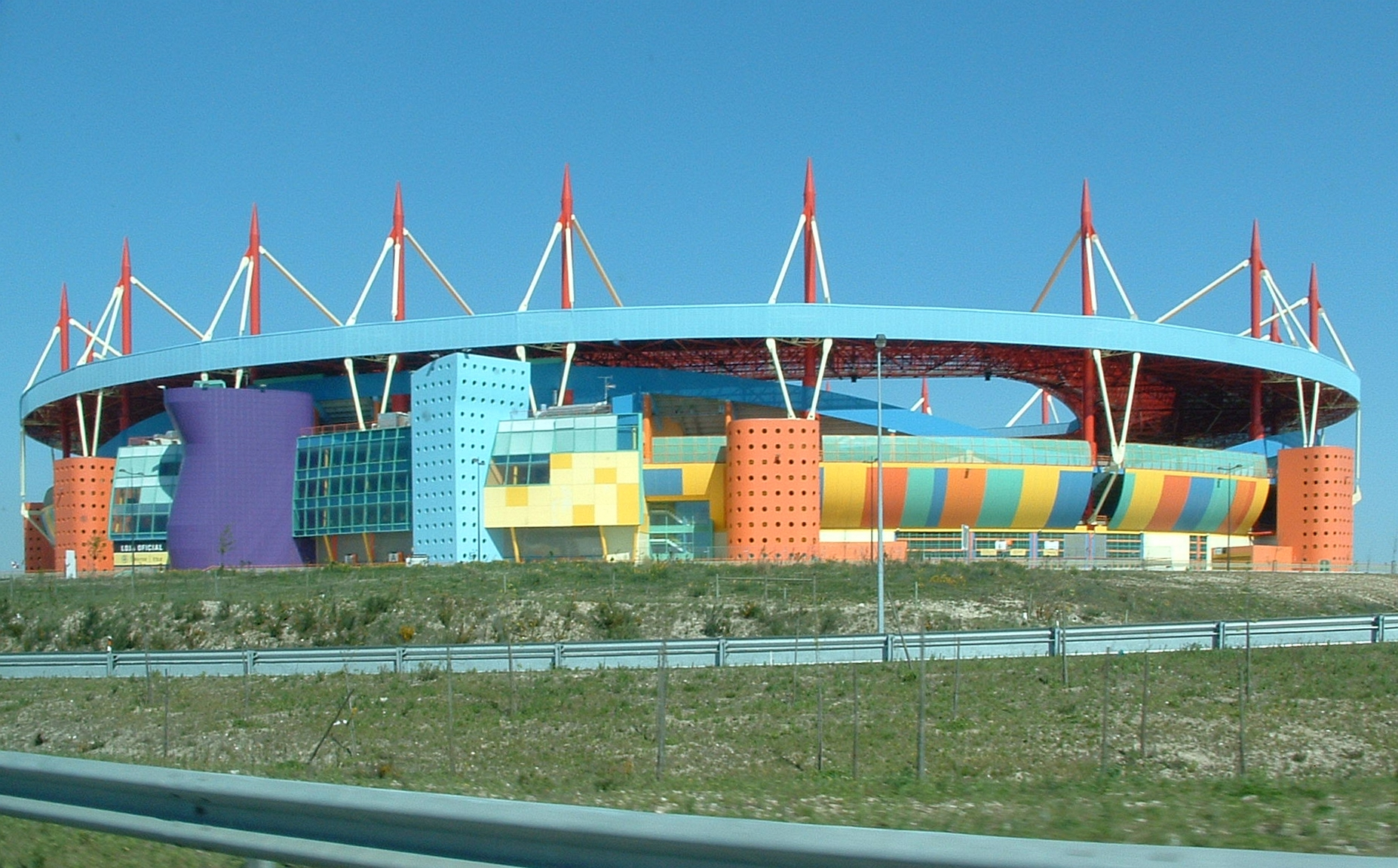
Estádio Municipal de Aveiro (exterior).

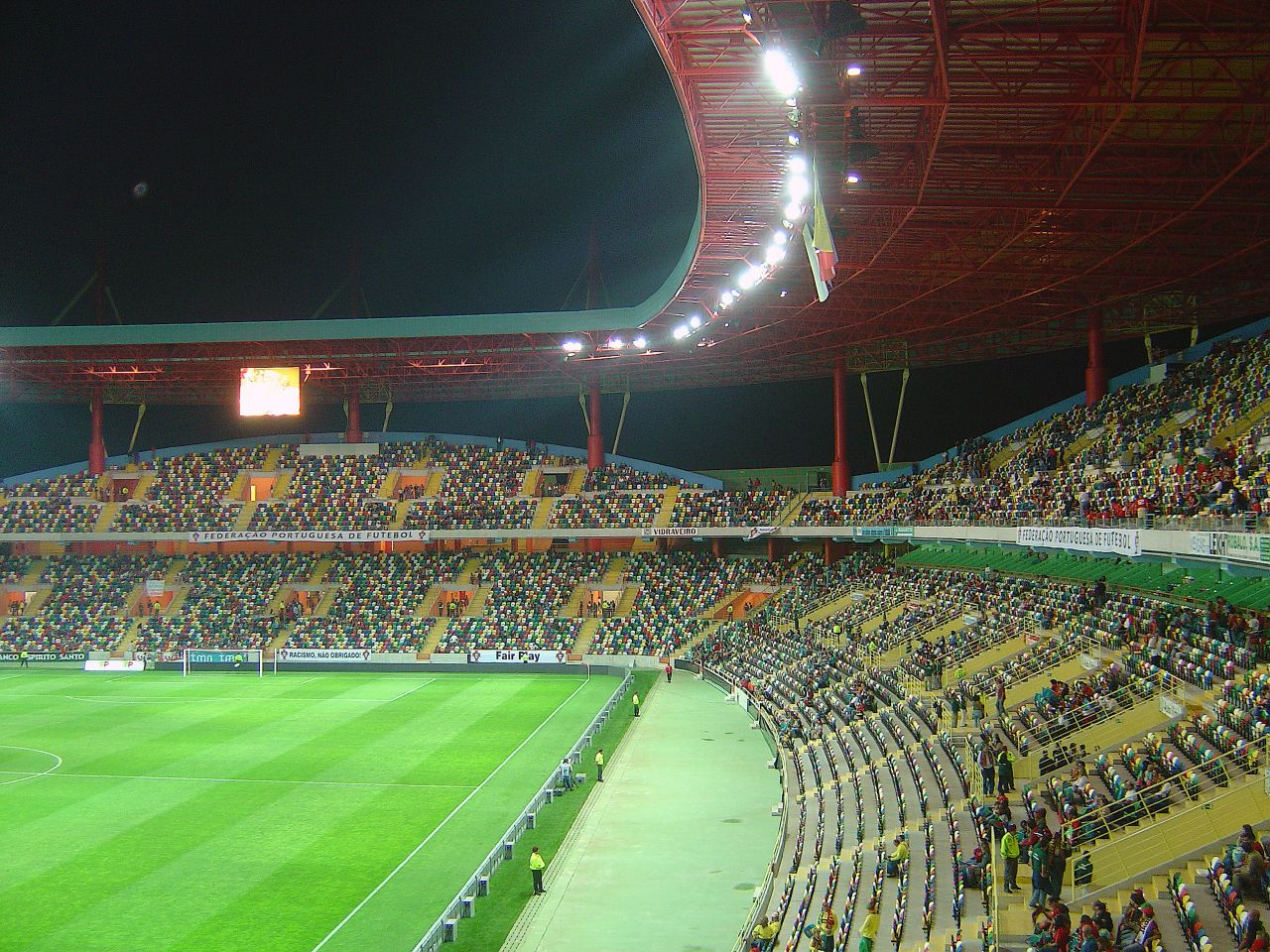
Estádio Municipal de Aveiro (interior).

- Associação Cultural e Desportiva — "Os Ílhavos"
- Associação Desportiva de Taboeira
- Associação Desportiva de Requeixo
- Associação Recreativa Cultural da Barroca
- Associação Recreativa e Cultural de Oliveirinha
- Centro Atlético Póvoa Pacense — CENAP
- Centro Desportivo de São Bernardo
- Clube Estrela Azul
- Clube de Ténis de Aveiro
- Clube do Povo de Esgueira
- Clube dos Galitos
- Escola Gímnica de Aveiro
- Futebol Clube Bom-Sucesso
- Gambozinos (Clube de Ultimate e Desportos de Disco de Aveiro)
- Grupo Desportivo Eixense
- Rugby Universidade de Aveiro
- Sport Clube Beira-Mar
- Sporting Clube de Aveiro
- Sporting Clube Vista Alegre

## Gastronomia
Pratos e doces típicos da cidade de Aveiro:
- Ovos moles de Aveiro;
- Derivados de Ovos Moles: Castanhas de Ovos, Fios de Ovos e Lampreia de Ovos;
- Bolachas Americanas e Tripas (doces);
- Raivas;
- Cavacas;
- Caldeirada de Enguias;

## Relações de amizade

### Cidades geminadas
A cidade de Aveiro está geminada com:
- Arcachon, Gironda,  França
- Belém, Pará,  Brasil
- Bourges, Cher,  França
- Caracas, Distrito Capital,  Venezuela
- Cidade Rodrigo, Castela e Leão,  Espanha
- Cubatão, São Paulo,  Brasil
- Inhambane, Inhambane,  Moçambique
- Newark, Nova Jérsia,  Estados Unidos
- Oita, Oita,  Japão
- Papagou-Cholargos, Atenas Setentrional,  Grécia
- Pelotas, Rio Grande do Sul,  Brasil
- Pemba, Cabo Delgado,  Moçambique
- Santa Cruz, Ilha de Santiago,  Cabo Verde
- Santo António do Príncipe, Pagué,  São Tomé e Príncipe
- Viana do Castelo, Distrito de Viana do Castelo,  Portugal

### Cidades amigas
- Farim, Oio,  Guiné-Bissau
- Forlì, Emília-Romanha,  Itália
- Mahdia, Mahdia,  Tunísia
- Panyu, Cantão,  China
- Viseu, Distrito de Viseu,  Portugal

## Condecorações
A Cidade de Aveiro foi distinguida com:
- Oficial da Ordem Militar da Torre e Espada, do Valor, Lealdade e Mérito, em 29 de Março de 1919.[18]
- Membro-Honorário da Ordem da Liberdade, em 23 de Março de 1998.[18]

## Observações
1. ↑  Braga, Aveiro, Coimbra, Portalegre, e Barreiro.[15]